# Liu Hong (matemàtic)
En aquest nom xinès, el cognom és Liu.
Liu Hong (xinès: 劉洪)  (Mengyin County, 129 (Gregorià) - 210 (Gregorià)) va ser un astrònom xinès durant la dinastia Han Oriental.
Les seves obres s'han perdut, però se sap que va fer notables progressos en l'elaboració de calendaris i en el càlcul del moviment de la Lluna i els planetes, perfeccionant la predicció dels eclipsis.